# Kenneth Twemlow
Kenneth Twemlow (Sandbach, 1903 – 25 december 1934) was een Brits motor- en speedbootcoureur. Hij was de oudere broer van Edwin Twemlow. Beide broers wonnen al bij hun debuut een race van de Isle of Man TT.

## Loopbaan
Edwin en Kenneth waren zoons van Samuel Poole Twemlow en Fanny Foden. Hun moeder was de dochter van William Foden en kleindochter van Edwin Foden, de oprichter van de vrachtautofabrikant Foden.
Edwin en Kenneth Twemlow debuteerden in de allereerste uitvoering van het Manx Amateur Road Race Championship in 1923. Dat besloeg slechts één race, waarin Edwin zevende en Kenneth tweede werd.
In de TT van Man van 1924 wonnen ze allebei meteen een race: Kenneth de Junior TT en Edwin de Lightweight TT. In de Lightweight TT van 1925 werd Kenneth derde, terwijl zijn broer won. In de jaren daarna was Kenneth niet erg succesvol, tot hij overstapte naar DOT. Met DOT-JAPs werd hij derde in de Junior TT van 1928 en tweede in de Lightweight TT van 1929.
Na 1930 kwamen de gebroeders Twemlow niet meer in de uitslagen voor. Van Kenneth is bekend dat hij ook veel met speedboten racete, vooral zelfgebouwde exemplaren met zware motoren van JAP en Dunelt. Hij overleed in 1934 op 31-jarige leeftijd. Edwin werd chef-ontwerper en chef-ingenieur bij Foden.

## Isle of Man TT resultaten
| Jaar | Klasse         | Motorfiets   | Plaats |                               | Winnar |
| ---- | -------------- | ------------ | ------ | ----------------------------- | ------ |
| 1924 | Junior TT      | New Imperial | 1e     | Kenneth Twemlow, New Imperial |        |
| 1925 | Lightweight TT | New Imperial | 3e     | Edwin Twemlow, New Imperial   |        |
| 1925 | Junior TT      | New Imperial | DNF    | Wal Handley, Rex-ACME         |        |
| 1926 | Junior TT      | HRD          | 11e    | Alec Bennett, Velocette       |        |
| 1926 | Senior TT      | HRD          | 9e     | Stanley Woods, Norton         |        |
| 1927 | Lightweight TT | Excelsior    | DNF    | Wal Handley, Rex-ACME         |        |
| 1927 | Junior TT      | Excelsior    | 14e    | Freddie Dixon, HRD            |        |
| 1928 | Lightweight TT | DOT-JAP      | DNF    | Frank Longman, OK Supreme     |        |
| 1928 | Junior TT      | DOT-JAP      | 3e     | Alec Bennett, Velocette       |        |
| 1929 | Lightweight TT | DOT-JAP      | 2e     | Syd Crabtree, Excelsior       |        |
| 1929 | Junior TT      | DOT-JAP      | 9e     | Freddie Hicks, Velocette      |        |
| 1929 | Senior TT      | DOT-JAP      | DNF    | Charlie Dodson, Sunbeam       |        |
| 1930 | Junior TT      | Cotton       | 19e    | Henry Tyrell-Smith, Rudge     |        |
| 1930 | Lightweight TT | Cotton       | DNF    | Jimmie Guthrie, AJS           |        |